# Comuna de Łabiszyn
Łabiszyn (polaco: Gmina Łabiszyn) é uma gminy (comuna) na Polónia, na voivodia de Cujávia-Pomerânia e no condado de Żniński. A sede do condado é a cidade de Łabiszyn.
De acordo com os censos de 2004, a comuna tem 9275 habitantes, com uma densidade 55,6 hab/km².

## Área
Estende-se por uma área de 166,92 km², incluindo:
- área agricola: 59%
- área florestal: 31%

## Demografia
Dados de 30 de Junho 2004:
|                      | Total   | Total | Mulheres | Mulheres | Homens  | Homens |
| -------------------- | ------- | ----- | -------- | -------- | ------- | ------ |
|                      | pessoas | %     | pessoas  | %        | pessoas | %      |
| População            | 9275    | 100   | 4583     | 49,4     | 4692    | 50,6   |
| Densidade (pop./km²) | 55,6    | 100   | 27,5     | 27,5     | 28,1    | 28,1   |

De acordo com dados de 2002, o rendimento médio per capita ascendia a 1220,69 zł.

## Subdivisões
- Buszkowo, Jabłowo Pałuckie, Jabłówko, Jeżewice, Jeżewo, Łabiszyn-Wieś, Nowe Dąbie, Obielewo, Ojrzanowo, Oporowo, Ostatkowo, Smogorzewo, Wielki Sosnowiec, Władysławowo, Załachowo.

## Comunas vizinhas
- Barcin, Białe Błota, Nowa Wieś Wielka, Szubin, Złotniki Kujawskie, Żnin